# Alfred Mitchell-Innes
Alfred Mitchell-Innes 
(Edimburgo, 30 de junio de 1864- 13 de febrero de 1950) fue un economista y diplomático británico. Recibió la Gran Cruz de Medjidich conferida por Abas II, Jedive de Egipto. En economía destacan su aportaciones a las teoría del crédito y el dinero , el primer presidente del club egipcio y más coronado de África, Al Ahly SC, de 1907 a 1908.

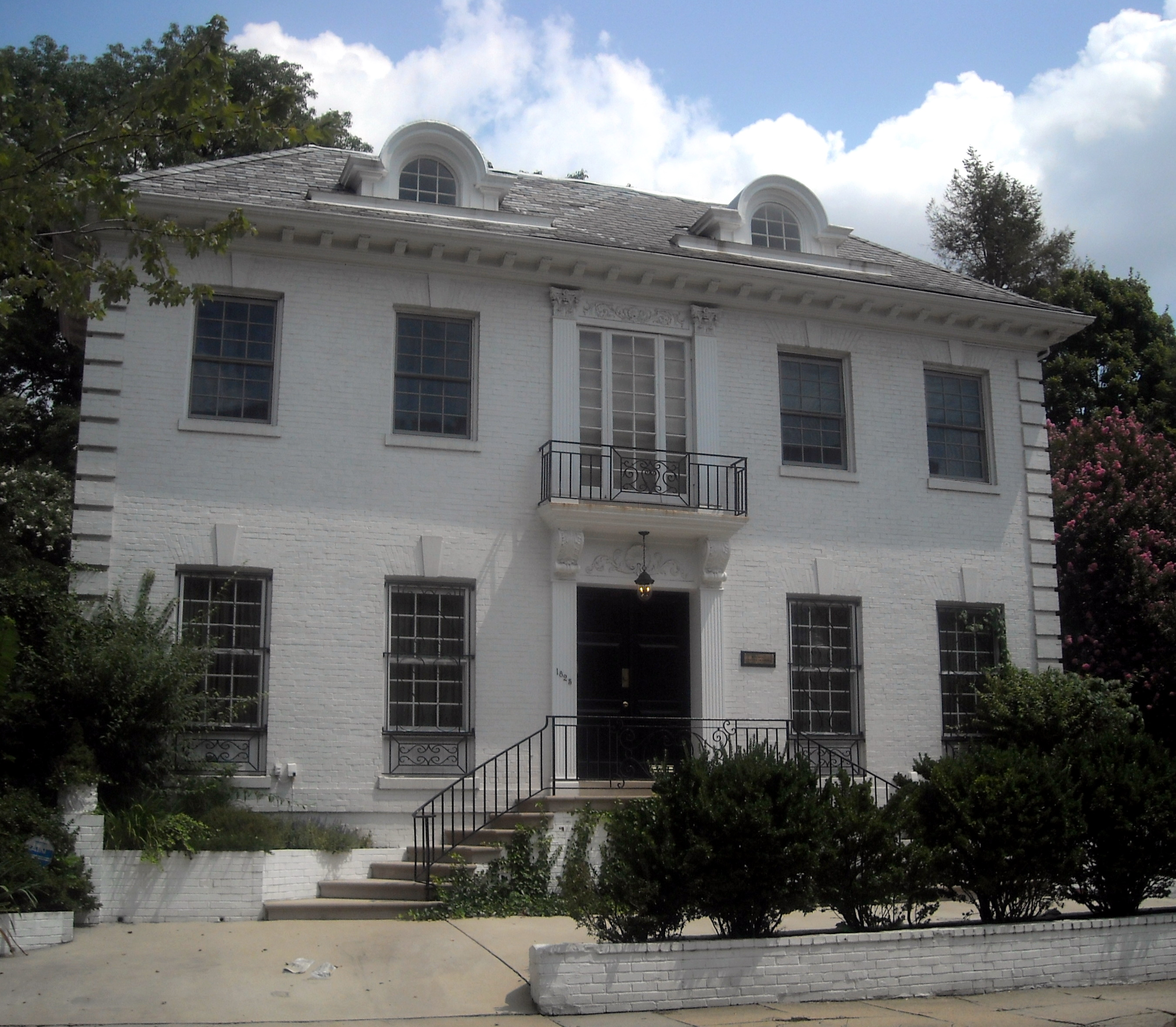
Antigua residencia de Alfred Mitchell-Innes en Washington D. C. (1908 a 1913) y actual residencia del embajador de Chipre.

## Familia
Alfred Mitchell-Innes fue el hijo menor de Alexander Mitchell-Innes (1811-1886) y su segunda esposa Fanny Augusta (1821-1902). Alfred nació en el número 2 de Forres Street, Edimburgo, se casó en 1919 con Eveline (fallecida el 28 de diciembre de 1946), hija de Sir William Miller, primer barón de Manderston, Berwickshire.

## Carrera como diplomático y economista
Educado privadamente, entró en el servicio diplomático Británico en 1890 y fue asignado a El Cairo el año siguiente. En 1896 fue nombrado asesor financiero del rey de Siam, Chublongkorn el Grande o Rama V. En 1899 fue nombrado subsecretario de Estado de Finanzas en Egipto y fue Consejero en la embajada Británica en Washington desde 1908 a 1913. Fue Ministro delegado en Uruguay desde 1913 a 1919 después de lo cual se retiró de la carrera diplomática. Después, ya jubliado, se incorporó al ayuntamiento de la ciudad en Bedford, Inglaterra, donde actuó por dos períodos 1921-1931 y 1934-1947.

## Teoría del crédito del dinero o teoría del crédito circulante
Durante su estancia en Washington, escribió dos destacados artículos sobre el crédito y el dinero la publicación "The Banking Law Journal". El primero, "¿Qué es el dinero?", recibió una reseña laudatoria de John Maynard Keynes, que llevó a la publicación de la segunda, Teoría del crédito del dinero (Credit theory of money).
Estas publicaciones fueron olvidadas y obviadas por la literatura académica económica por entrar en contradicción con las teorías económicas ortodoxas de la época. Ambos artículos han sido redescubiertos décadas después y muy elogiados, entre otros por David Graeber y Larry Randall Wray quien los ha señalado como "el mejor par de artículos sobre la naturaleza del dinero escritos en el siglo XX".
Mitchell-Innes se considera un exponente de lo que se dio en llamar 'Teoría monetaria del crédito circulante' y que se considera el origen de varias teorías derivadas como la 'Teoría austríaca del ciclo económico', la 'Teoría cualitativa del dinero' y la 'Teoría monetaria moderna'.

### El dinero no existe como medio de intercambio
Mitchell-Innes escribió en 1914 que el dinero no existía como un medio de intercambio (chocando con la visión tradicional de las funciones del dinero como facilitador del trueque) sino como un estándar de pago diferido, con el dinero del gobierno como deuda que el gobierno podía reclamar mediante impuestos.:

Cada vez que se impone un impuesto, cada contribuyente se hace responsable del rescate de una pequeña parte de la deuda que el gobierno ha contraído por sus emisiones de dinero, ya sean monedas, certificados, billetes, letras de cambio o por cualquier nombre que este dinero sea llamado. Tiene que adquirir su parte de la deuda de algún poseedor de una moneda o certificado u otra forma de dinero del gobierno y presentarlo al Tesoro en liquidación de su deuda legal. Él tiene que redimir o cancelar esa porción de la deuda ... La redención de la deuda pública por los impuestos es la ley básica de la acuñación y de cualquier emisión de "dinero" del gobierno en cualquier forma.
Alfred Mitchell-Innes The Credit Theory of Money. The Banking Law Journal

## Publicaciones de Innes
- 1913- 'Love and The Law: a study of Oriental justice', Hibbert Journal, January 1913, pp. 273–296.
- 1913 - 'What is Money', The Banking Law Journal, May 1913, pp. 377–408
- 1914 - 'The Credit Theory of Money', The Banking Law Journal, Vol. 31 (1914), Dec./Jan., pp. 151–168.
- 1932 - Martyrdom in our Times: Two essays on prisons and punishments, Williams & Norgate: London, 1932.